# 도안초등학교
도안초등학교는 대한민국 충청북도 증평군 도안면 화성리에 있는 공립 초등학교다.

## 학교 연혁
- 1924년 12월 1일 설립인가
- 1925년 4월 20일 도안공립보통학교(4년제) 개교(송정리 667)
- 1927년 3월 19일 4년제 제1회 졸업식(14명)
- 1927년 4월 1일 6년제 개편
- 1929년 3월 20일 6년제 제1회 졸업식(16명)
- 1938년 4월 1일 도안공립심상소학교로 개칭
- 1941년 4월 1일 도안공립국민학교로 개명
- 1941년 6월 10일 현 위치로 이전
- 1949년 5월 1일 연촌분교 설립 인가
- 1981년 8월 30일 병설유치원 개원
- 1985년 3월 1일 연촌분교장 폐지
- 1996년 3월 1일 도안초등학교로 개명
- 2012년 3월 1일 농어촌 전원학교 운영
- 2012년 3월 31일 인조잔디운동장 준공
- 2012년 8월 31일 스마트교실 구축(1실)
- 2013년 3월 15일 농어촌 전원학교 지정(1년)
- 2022년 1월 10일 제95회 졸업식(총수 7,469명)
- 2022년 3월 1일 7학급 편성(특수학급 포함)
- 2023년 1월 6일 제96회 졸업식(총수 7,479명)
- 2023년 3월 1일 8학급 편성(특수학급 포함)
- 2024년 1월 5일 제 97회 졸업식(총수 7,499명)
- 2024년 3월 1일 8학급 편성(특수학급 포함)
- 2024년 9월 1일 제28대 이정인 교장 부임
- 2025년 3월 1일 8학급 편성(특수학급 포함)

## 학교 위치
- 1925년 4월 20일 ~ 1941년 6월 9일 : 도안면 송정리 667
- 1941년 6월 10일 ~ (현재) : 도안면 화성로 101 (화성리)

## 참고 자료
- 도안초등학교 - 한국교육학술정보원 학교알리미